# التعداد السكاني في أستراليا
التعداد السكاني في أستراليا (بالإنجليزية: census in Australia)‏، أو رسميا، تعداد المساكن والسكان (بالإنجليزية: Census of Population and Housing)‏، هو تعداد وصفي للسكان ومساكنهم في أستراليا في ليلة واحدة، يتم عادة كل خمس سنوات. المشاركة في التعداد إلزامية، على الرغم من أن الإجابة على بعض الأسئلة (مثل الدين) اختيارية.
يؤخذ هذا التعداد كل خمس سنوات ويديره مكتب الإحصاءات الأسترالي (ABS). تم إجراء أول تعداد في أستراليا في عام 1911، ليلة 2 أبريل (هناك تعدادات سابقة كانت تنظمها المستعمرات)، وأجريت تعدادات لاحقة في 1921، 1933، 1947، 1954 و 1961. في عام 1961 تم إدخال واستخدام فترة التعداد كل 5 سنوات. ويجرى التعداد في يوم الثلاثاء الثاني من أغسطس. وكان آخر تعداد قد تم في 9 أغسطس 2016. بلغت تكلفة تعداد عام 2011 مبلغ 440 مليون دولار.